# Jan Werner Danielsen
Jan Werner Danielsen (Nord-Odal, 10 april 1976 – Oslo, 29 september 2006) was een Noorse zanger.

## Biografie
Zijn eerste publieke optreden was op vierjarige leeftijd. Toen hij twaalf was, in 1988, won hij al een talentenwedstrijd die hem een platencontract opleverde. Van 1988 tot 1993 zong hij verschillende jaren bij het symfonieorkest van Hamar. In 1992 kreeg hij een nieuw platencontract en werd hij ook gevraagd voor culturele evenementen tijdens de Olympische Winterspelen van 1994 in Lillehammer.
1994 was een druk jaar voor Danielsen, eerst bij de Olympische Spelen, daarna bij de talentenwedstrijd Talentiaden, die hij won. Hij deed zelfs mee aan de Melodi Grand Prix, de Noorse voorronde voor het Eurovisiesongfestival, aan de zijde van de zingende legende Elisabeth Andreassen. Samen wonnen ze de Grand Prix met het Duett, op het songfestival haalden ze een zesde plaats binnen. Zes jaar later zou hij opnieuw deelnemen aan de Melodi Grand Prix, ditmaal werd hij tweede met One more time.
Zijn debuutalbum All by myself verkocht 35 000 stuks in 1995, genoeg om hem een gouden plaat te bezorgen. In 1997 kwam zijn tweede album Inner secrets dat 14 000 keer over de toonbank ging. Zijn derde cd Music of the Night had ongeveer hetzelfde succes als zijn tweede. Zijn meest verkopende cd was zijn vierde in 2003, Singer of Songs, waarmee hij de tweede plaats bereikte in de album-top 10.
Danielsen en Andreassen onderhielden goede contacten, sinds 1997 toerden ze elk jaar door Noorwegen met kerstconcerten. Zowel in 1999 als in 2000 waren dit de populairste kerstconcerten in Noorwegen; ze brachten de liedjes ook uit op album.
Jan Werner Danielsen was dertig jaar oud toen hij eind september 2006 dood in zijn woning werd aangetroffen. In januari 2007 werd bekendgemaakt dat uit de autopsie bleek dat de doodsoorzaak een hartstilstand was, mede veroorzaakt door een ontsteking aan de longen.
1960: Nora Brockstedt · 
1961: Nora Brockstedt · 
1962: Inger Jacobsen · 
1963: Anita Thallaug · 
1964: Arne Bendiksen · 
1965: Kirsti Sparboe · 
1966: Åse Kleveland · 
1967: Kirsti Sparboe · 
1968: Odd Børre · 
1969: Kirsti Sparboe · 
1971: Hanne Krogh · 
1972: Grethe Kausland & Benny Borg · 
1973: Bendik Singers · 
1974: Anne-Karine Strøm & Bendik Singers · 
1975: Ellen Nikolaysen · 
1976: Anne-Karine Strøm · 
1977: Anita Skorgan · 
1978: Jahn Teigen · 
1979: Anita Skorgan · 
1980: Sverre Kjelsberg & Mattis Hætta · 
1981: Finn Kalvik · 
1982: Jahn Teigen & Anita Skorgan · 
1983: Jahn Teigen · 
1984: Dollie de Luxe · 
1985: Bobbysocks · 
1986: Ketil Stokkan · 
1987: Kate Gulbrandsen · 
1988: Karoline Krüger · 
1989: Britt Synnøve Johansen · 
1990: Ketil Stokkan · 
1991: Just 4 Fun · 
1992: Merethe Trøan · 
1993: Silje Vige · 
1994: Elisabeth Andreassen & Jan Werner Danielsen · 
1995: Secret Garden · 
1996: Elisabeth Andreassen · 
1997: Tor Endresen · 
1998: Lars Fredriksen · 
1999: Stig Van Eijk · 
2000: Charmed · 
2001: Haldor Lægreid · 
2003: Jostein Hasselgård · 
2004: Knut Anders Sørum · 
2005: Wig Wam · 
2006: Christine Guldbrandsen · 
2007: Guri Schanke · 
2008: Maria Haukaas Storeng · 
2009: Alexander Rybak · 
2010: Didrik Solli-Tangen · 
2011: Stella Mwangi · 
2012: Tooji · 
2013: Margaret Berger · 
2014: Carl Espen · 
2015: Mørland & Debrah Scarlett · 
2016: Agnete · 
2017: JOWST feat. Aleksander Walmann · 
2018: Alexander Rybak · 
2019: KEiiNO · 
2021: Tix · 
2022: Subwoolfer · 
2023: Alessandra · 
2024: Gåte ·
2025: Kyle Alessandro
- Bibsys: 98058570
- Gemeinsame Normdatei: 136758789
- International Standard Name Identifier: 0000 0003 7192 1387
- MusicBrainz: b5c14368-a770-400a-a1e2-c14caa8d4e7c
- Virtual International Authority File: 228338074
- WorldCat: E39PBJy49gb4CxjKWHdpPQycfq